# Космос-1691
Космос-1691 је један од преко 2400 совјетских вјештачких сателита лансираних у оквиру програма Космос.
Космос-1691 је лансиран са космодрома Плесецк, СССР, 9. октобра 1985. Ракета-носач Циклон-3 је поставила сателит у орбиту око планете Земље. Маса сателита при лансирању је износила 220 килограма. Космос-1691 је био комуникациони сателит.